# Emarginula foveolata
Emarginula foveolata là một loài ốc biển, là động vật thân mềm chân bụng sống ở biển thuộc họ Fissurellidae.